# 比特巴赫河
49°30′7.85″N 11°15′55.52″E / 49.5021806°N 11.2654222°E

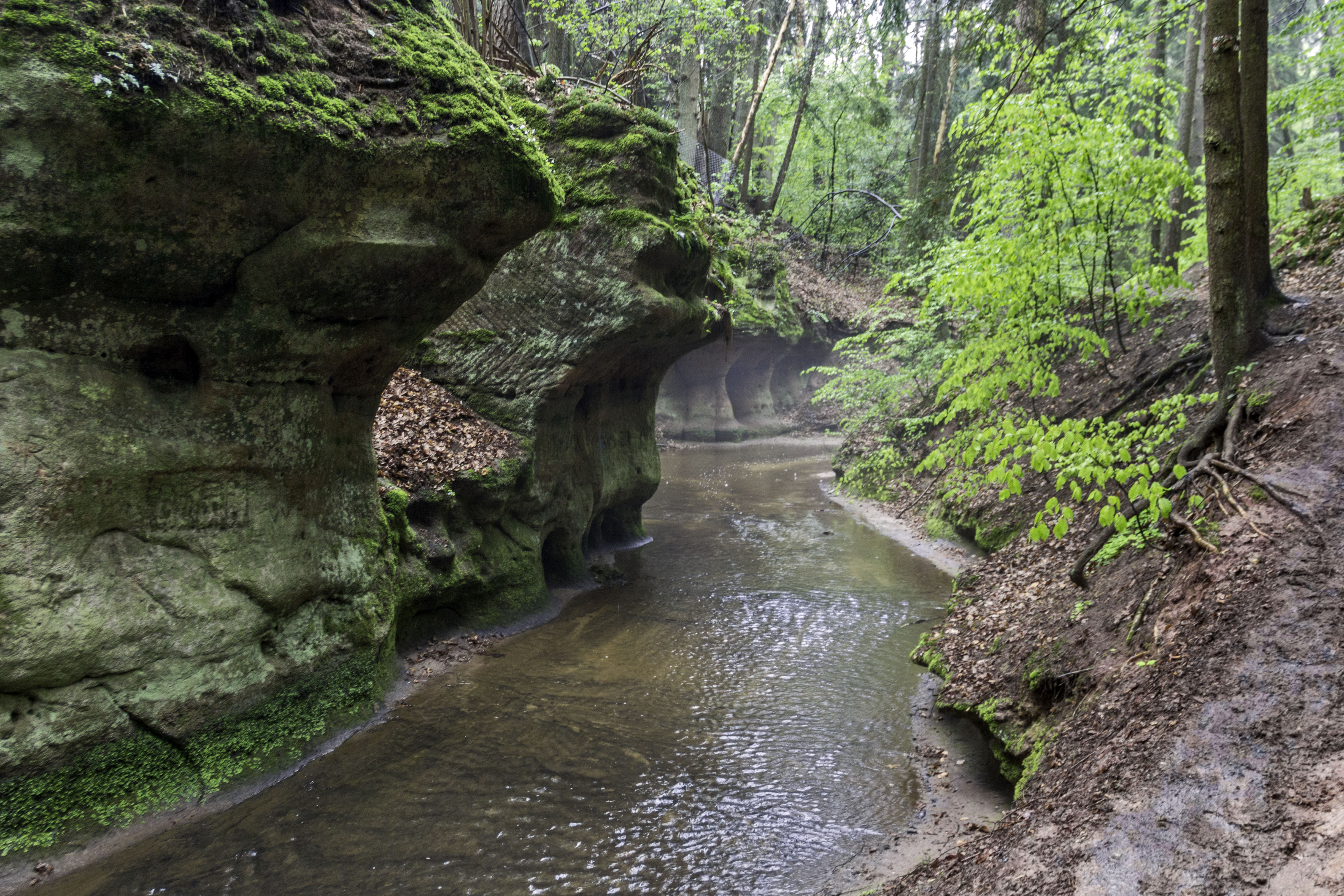

比特巴赫河（德語：Bitterbach），是德國的河流，位於該國東南部，由巴伐利亞負責管轄，屬於佩格尼茨河的右支流，河道全長6.9公里，流域面積18.7平方公里。